# 上西弘次
上西 弘次（うえにし こうじ、1938年11月24日 - 没年不詳）は、日本の俳優および殺陣師。長崎県出身。
剣道の有段者で、殺陣師の久世竜に師事し、三船プロダクションの殺陣師として数多くの映画・テレビ作品に関わる。その後、プロデューサー業に転向し、テレビCMなどを制作。企画会社を設立する。

## 経歴・エピソード
少年時代は海に潜り手製の銛で魚を突いて獲るなど、優れた運動神経を生かして学生時代はスキー・野球・馬術など、スポーツの才能を開花させた。将来はパイロットかプロ野球選手になることを夢見ていたという。
1955年、父親が東映の殺陣師だった関係から当時の人気俳優・明智十三郎に呼ばれ上京。演技を学ぶ傍ら、映画監督・丸根賛太郎の書生を務めていた。本人は俳優より監督志望だったため「監督直下の書生になれば自分もすぐ映画監督になれる」と考えていたが、丸根から「役者をやってみたらどうだ」と言われ、映画『快傑修羅王』で俳優としてデビュー。
当初はフリーランスで活動していたが、久世竜の門下となって東宝七曜会に入会する。その後、三船プロダクションが発足するとそのまま同プロに移行し、久世七曜会のメンバーとなる（久世浩、薩摩剣八郎は後輩にあたる）。
1967年、『ウルトラセブン』のスーツアクターを担当。『ウルトラセブン』への起用は製作者側の殺陣を重視したヒーローにしたいということからであった。前作『ウルトラマン』のスーツアクターを担当し、『ウルトラセブン』でアマギ隊員役で出演した古谷敏は、時代劇などの撮影で、上西が東宝スタジオによく出入りしていたこともあり面識があった。
『ウルトラセブン』への出演を依頼された時は「自分の顔が出ない」ということで乗り気ではなかったが、勉強のつもりで引き受けたという。とはいえ、ウルトラマンの戦闘スタイルを研究した上でそれとは違うセブン独自のスタイルを築くなど、役作りには積極的に取り組んでいた。ある時ウルトラセブンの姿で身障児施設に慰問に行った際に、1人の少年が自分の元へ駆け寄ってきた。後にその少年がそれまで歩くことはおろか、立つことさえ出来なかったと聞いてヒーローの影響力の大きさに気付き、それ以来スーツアクターという仕事への偏見がなくなったという。
『セブン』終了後の約1年間は、円谷エンタープライズ所属の俳優として活動していた。この時期の特撮ものの仕事としては、『戦え! マイティジャック』第22話の巨大ロボット「ビッグQ」が挙げられる。
1971年放送の『宇宙猿人ゴリ』では、スペクトルマンとゴリの部下・ラーのスーツアクターを担当。またラーに関しては吹き替えも兼任した。この他にも特撮パート（本編パートのスペクトルマン登場シーン含む）の殺陣師・役者のキャスティングも担当しており、本作の関わりは深い。上西はこれ以前に同作のパイロット版でも、スペクトルマン（素顔の一部が露出するマスクは上西の発案によるもの）とゴリ（テレビシリーズではラーに変更し、着ぐるみを流用）のスーツアクターを兼任した。上西は「役者としては、スペクトルマンよりも、ラーの方に愛着がありますね」と語っていた。
『宇宙猿人ゴリ』放送前のインタビューで、スペクトルマンを演じることに関しては「俳優として仮面を着けて演じることには抵抗がある」としながらも「ウルトラセブンのイベントで各地を回った際に、子供達が夢中で追いかけて来る姿が忘れられなくてスペクトルマンを演じることにしました」と語っている。『宇宙猿人ゴリ』で相棒のゴリ博士のスーツアクターを担当した遠矢孝信は、上西がリハーサルと本番では違う動きをするため「回を重ねてくるとお互いに乗ってくるようになり楽しかった」と述べている。また、同作で初代公害Gメンとして出演していた小西まち子は、上西の印象について「明るくていつも現場を盛り上げて、チームのまとめ役という印象がありましたね」と述べている。
1973年の映画『狼の紋章』で、松田優作に殺陣を教えて以来、松田は上西を兄貴分として慕い、晩年の出演作『ブラック・レイン』のころまで交流が続いていたという。なお、松田の主演ドラマ『探偵物語』に「スペクトルマン」が登場するエピソードが存在するが、上西はこれには一切関与していなかったという。
1977年、プロデューサー業に転向して映画やCMのプロデュースを手がけた。主な作品にははごろも缶詰の『シーチキン』のCMがある。
『ザ・スーツアクター』（雑誌『宇宙船』Vol.48に掲載されたインタビュー記事の完全版）によれば、1980年代始めに、『気功拳士シャークマン』という実写ヒーロー作品を企画し『仮面ライダースーパー1』の後番組として毎日放送に売り込んだこともある。インタビュー当時はこの企画を再び練り直しているとも語っていたが、実現には至らなかった。
殺陣師の高倉英二は、上西の息子から電話で直接訃報を知らされたといい「情報が錯綜した時期もあったようですが、同じ時代を生きてきた仲間が世を去っていくというのはとても残念なことです」と述べている。

## 出演作品

### 映画
- 快傑修羅王（1955年）
- 隠し砦の三悪人（1958年）
- 大坂城物語（1961年）
- 用心棒（1961年）
- 大盗賊（1963年）
- ホラ吹き太閤記（1964年） - 武将
- 赤ひげ（1965年）
- 戦場にながれる歌（1965年） - 兵士
- クレージーの無責任清水港（1966年） - 勘助の子分
- 怒濤一万浬（1966年） - 船員
- 栄光への反逆（1970年） - 棒頭
- 激動の昭和史 軍閥（1970年） - 毎日新聞社の給仕
- 真剣勝負（1971年）

### テレビドラマ
- ヒマラヤ天兵（1959年、TBS）
- ウルトラセブン（1967年 - 1968年、TBS / 円谷プロ） - ウルトラセブン ※ 第14話・第15話を除く[注釈 2]
  - 第4話「マックス号応答せよ」（1967年） - マックス号航海士[13]
  - 第6話「ダーク・ゾーン」（1967年） - TDF通信隊員[14]
  - 第11話「魔の山へ飛べ」（1967年） - 幸村[15][16]
  - 第48話・第49話「史上最大の侵略（前・後編）」（1968年） - セブン上司[17]
- 桃太郎侍 第2話「二人の女」（1967年、NTV / 三船プロ）
- 戦え! マイティジャック（1968年、フジテレビ / 円谷プロ）※擬斗も担当
  - 第12話・第13話「マイティ号を取り返せ!!（前・後編）」 - Q4号[18]
  - 第15話「死人の館に突入せよ!」 - ミイラ[18]
  - 第16話「来訪者を守りぬけ」 - モノロン星人[18][19]
  - 第19話「くいとめろ人間植物園!」 - プラント
  - 第22話「東京タワーに白旗あげろ」 - ビッグQ[20] ※ ノンクレジット
- 怪奇大作戦（1969年、TBS / 円谷プロ）
  - 第17話「幻の死神」 - 漁師
  - 第26話「ゆきおんな」 - 中村信三
- 宇宙猿人ゴリ（スペクトルマン）（1971年、フジテレビ / ピープロ） - スペクトルマン、ラーとその声・立花みね子の父親役・戦闘機パイロット ほか端役で出演。

### 音楽
- 宇宙星人スーパーX（1968年9月1日発売、東芝音工・レコード作品）イメージソング「星空にひとつ」を歌唱。
- スペクトルマン ゴーゴー / 宇宙猿人ゴリなのだ（1971年、東芝）※『スペクトルマン』主題歌カバー[21]

## 殺陣
- ワイルド7（1972年、日本テレビ / 国際放映 / 萬年社）※ 出演もあり
- へんしん!ポンポコ玉（1973年、TBS / 国際放映）
- ダイヤモンド・アイ（1973年、テレビ朝日 / 東宝）- 殺陣（第14話 - 第23話）※ 出演もあり
- 水滸伝（1973年 - 1974年、日本テレビ）

## 企画
- サッちゃんの四角い空（1980年）
- のぞみウィッチィズ（1990年）

## 上西弘次（に該当する役）を演じた俳優
テレビドラマ
- 梨本謙次郎（『私が愛したウルトラセブン』）、1993年、NHK / 円谷プロ） - 室竜次 役